# 的矢かき
的矢かき（まとやかき、英語：Matoya Oyster）は、三重県志摩市の的矢湾で生産されるカキである。2001年（平成13年）に三重ブランドに認定された。

## 歴史

佐藤忠勇像

### 的矢かきの誕生
的矢地区でカキの養殖を始めたのは、水産学者佐藤忠勇である。1927年（昭和2年）、佐藤は真珠養殖筏に付着して成長するカキを偶然発見し、養殖に乗り出す。翌1928年（昭和3年）には的矢では当時の他の産地よりカキの生育が早く養殖に適することが分かり、商業化に踏み切った。この時、佐藤は「垂下式養殖法」を確立し、「産地直送方式」を採用した。

### 養殖法の普及と戦時増産
当時、垂下式養殖法は画期的であったため、全国にこの養殖法が伝播し、1935年（昭和10年）頃には供給過剰となってカキの価格が大暴落した。しかし、的矢かきは産地直送方式であったため、市場価格の影響を受けずに済むこととなった。
第二次世界大戦中は食糧増産の意味もあり、真珠の養殖が抑制された一方、カキの養殖は奨励された。このため、的矢かきの生産高も増加した。

### 清浄かき
戦後は一転して真珠養殖が奨励されるようになり、カキの養殖高は減少した。これにはアメリカ軍が「日本のカキは不衛生だから、食べないように」と指示を出したことによるという。この言葉を聞いた佐藤は再び奮起し、生でも安心して食べられる「無菌かき」作りの研究を開始する。1945年（昭和20年）、紫外線で殺菌した海水を利用したカキの浄化法を考案、1955年（昭和30年）に「オゾン・紫外線併用殺菌海水装置」の特許を取得した。この技術は的矢かきのブランド力を一層高め、欧米にも知られることとなった。
2001年（平成13年）、三重県の地域ブランド・三重ブランドの第1号認定の際に松阪牛・伊勢えび・真珠・あわびなどの産品と共に的矢かきも認定され、2008年（平成20年）に更新されている。認定事業者は後述する佐藤養殖場1社のみである。

## 佐藤養殖場

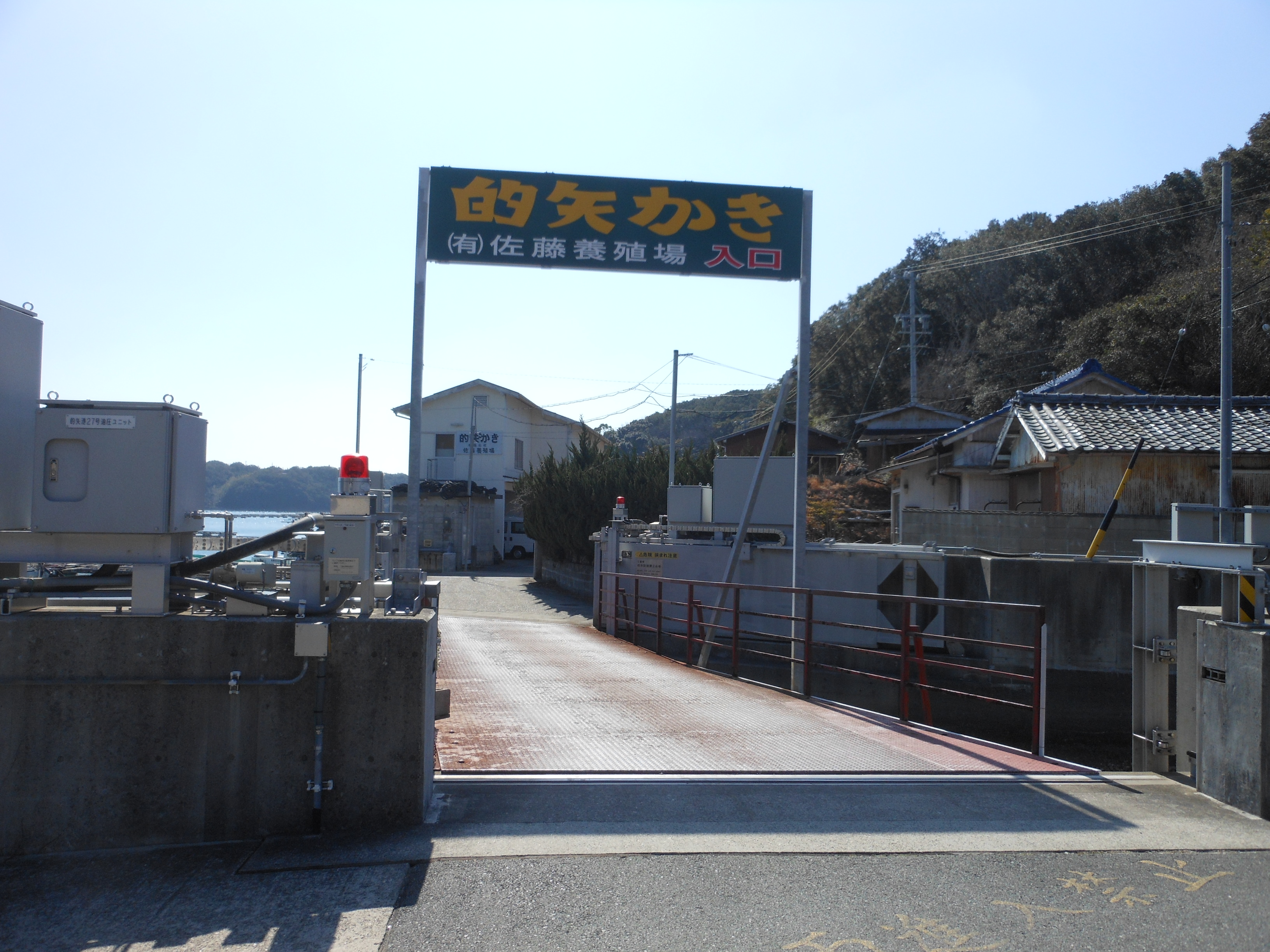
佐藤養殖場

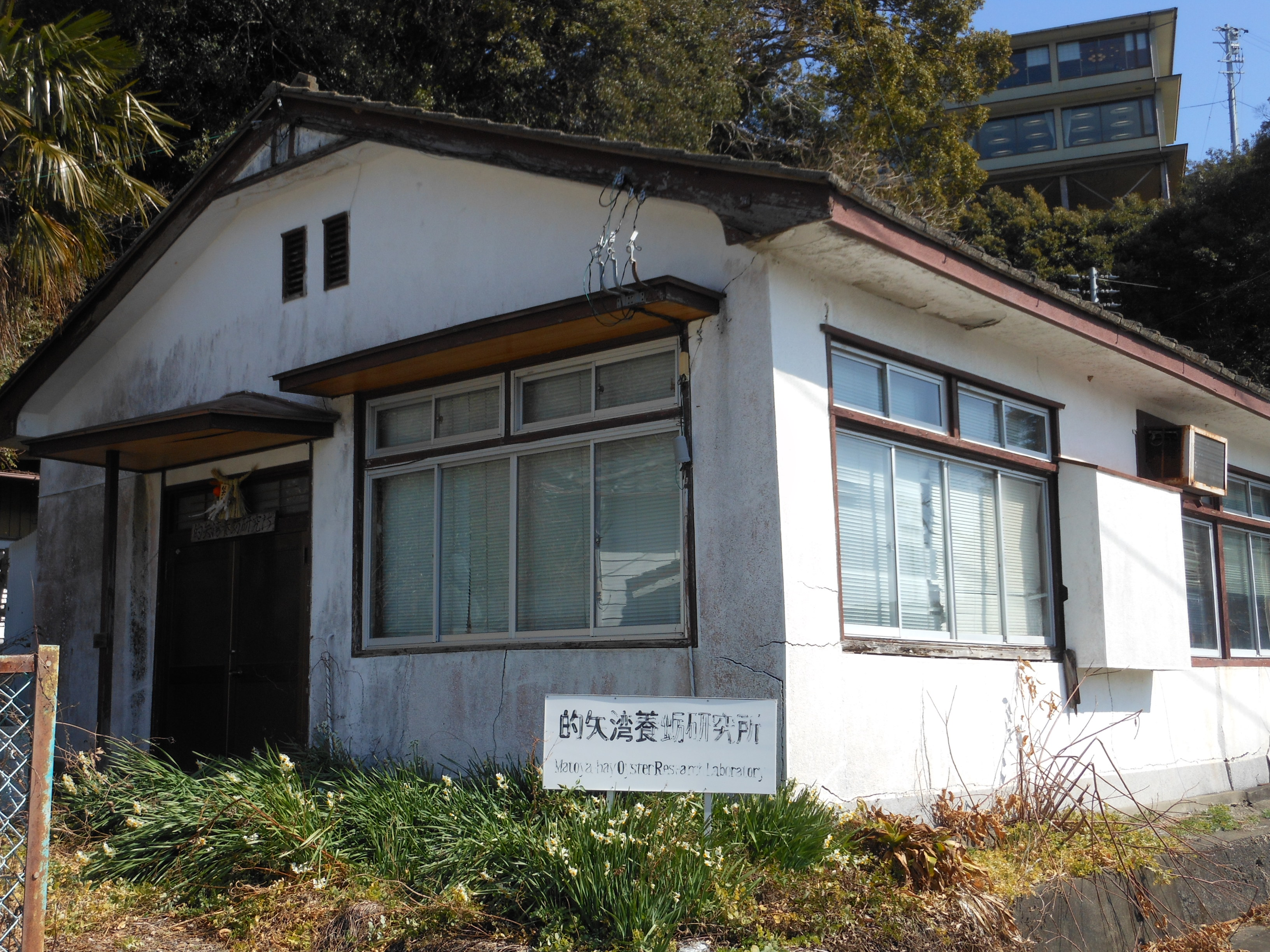
的矢湾養蠣研究所

有限会社佐藤養殖場は的矢かきを生産・販売する唯一の業者で、本社所在地は三重県志摩市磯部町的矢889である。紫外線殺菌海水による浄化技術を確立し、「清浄的矢かき」として販売している。志摩市営的矢駐車場（旧三重交通的矢バス停）の近くに本社兼養殖場がある。地元の志摩市立的矢小学校（2016年廃校）の児童を総合的な学習の時間の一環として行われる体験学習で受け入れていた。
同社は長らく佐藤忠勇とゆかりのある人物が経営陣を務めてきたが、3季連続のカキ大量死やコロナ禍による需要減の影響で経営危機に見舞われたため、2021年（令和3年）に湾内の別の養殖業者を社長に迎え、鳥羽磯部漁業協同組合的矢支所の元理事を役員に迎えるなどして、体制を改めた。7割が死滅したが、2021年シーズンは80万個の出荷を予定している。
2022年（令和4年）1月26日には、養殖場の敷地内に的矢かき料理や海鮮バーベキューなどを提供する「的矢かきテラス」を開業した。日本国の事業再構築補助金を活用し、約8000万円をかけて倉庫を改装し、テラス席を有する店舗を設け、運営のためにアルバイトを含む20人を新規雇用した。2024年（令和6年）には、日本記念日協会に申請し、佐藤忠勇の命日である4月1日を「的矢かきの日」と定めた。
県道47号を挟んで向かい側に設置されている的矢湾養蠣研究所（まとやわんようれいけんきゅうじょ、公式英名：Matoya Oyster Research Labortory）は、佐藤忠勇がカキ養殖の研究のため1930年（昭和5年）に設立した私設研究機関で、国際連合のIPFC公認研究機関である。三重大学では志摩市と協力して的矢湾養蠣研究所の資料・写真のデジタルアーカイブ化を進めており、2023年（令和5年）11月からその一部をパネルにして、志摩市内で巡回展示している

## 生産・流通技術
垂下式養殖法
現在のカキ養殖は養殖筏から吊り下げてカキを養殖する垂下式養殖法が一般的になっているが、これは佐藤忠勇が開発した技術であるとする説があるが、佐藤より早く開発されていたとする異説が多く存在する。垂下式以前は潮間帯に竹製の棒を突き刺して、稚貝を付着させることで自然に成育するのを待つものであった。これに対し垂下式は、海中に稚貝を吊り下げて成育させるもので、当時の「潮間帯でしかカキは育たない」という常識を打ち破った。
近年は垂下式養殖法を改良し、一度海水から成熟した貝を引き上げて良いものを選別し、筏から吊り下げた網かごの中に再びカキを入れて養殖している。
産地直送方式
当時、カキ出荷時は真水にカキを浸していた。これではカキが水を吸ってしまい、風味が落ちてしまう。また市場を通せば、時間がかかるので鮮度が落ちる上、価格が上がってしまう。
近年は高級ブランドと認識され市場価格よりも高値で取引される的矢かきであるが、新鮮で良い商品を速く安く届けるためにホテルやレストランと直接契約し、海水に浸けて出荷する産地直送方式を導入することになった。近年は約700の取引先のほか、個人消費者にも産直方式での販売を行った。2021年に経営陣を一新した後は、インターネット販売に注力し、東南アジア（シンガポール・インドネシア・ベトナム）へ輸出している。
紫外線滅菌浄化法
的矢かきの名を知らしめた技術であり、多くのメディアによって紹介されている。
技術開発のきっかけは前述の通り「日本のカキは不衛生だから、食べないように」という言葉である。佐藤はまず、当時欧米で主流となっていたカキの浄化法を調べることから研究に着手した。すると、さらし粉やハイポ（チオ硫酸ナトリウム）で消毒していることが判明した。これではカキ本来のうま味を台無しにしてしまうと考え、薬品を用いない浄化法を検討した。カキには1時間に17-20Lの海水を体内に通過させて餌をとり、20時間で体内の細菌や汚れを吐き出す習性があることがわかり、この性質を利用し紫外線を1分間照射した海水の中に20時間入れて滅菌する紫外線滅菌浄化法が考案された。なお、使用する海水は流水式で、カキが吐き出した汚水を再び吸収しないように工夫されている。後にこの技術は「みえのカキ安心システム」として三重県の生食用のカキの出荷の際の標準となり、浦村かきの浄化にも利用されることになった。

## 生産量
以下の表のデータは『磯部町史 上巻』による。
| 年次               | 経営体数〔経営体〕 | 養殖施設                        | 収量（むき身）〔t〕    |
| 1956年（昭和31年） | 16                 | いかだ：89                      | 5                      |
| 1993年（平成 5年） | 96                 | 延縄（はえなわ）：28 いかだ：61 | 45 （殻付き換算：285） |

※参考
- 1966年（昭和41年）[23]
  - 漁船数：3
  - 従業員数：50

## 生産暦
- 収穫期は10月-3月[19]で、11月-2月に旬を迎える[1]。
- 種ガキは宮城県の松島産のものを入荷し、7-8か月養殖する[1]。

## 味等の評価
- 甘くて柔らかく、ふっくらとつやつやしている[1]。
- 1年貝に多い渋みが少なく、甘みが強い[2]。